# Salento, Quindío
Salento là một khu tự quản thuộc tỉnh Quindío, Colombia. Thủ phủ của khu tự quản Salento đóng tại Salento Khu tự quản Salento có diện tích 376 ki lô mét vuông. Đến thời điểm ngày 28 tháng 5 năm 2005, khu tự quản Salento có dân số 6843 người.